# Moutier
Moutier (em alemão: Münster) é uma comuna da Suíça, localizada no Cantão de Berna, com 7.466 habitantes, de acordo com o censo de 2010 . Estende-se por uma área de 19,58 km², de densidade populacional de 382 hab/km². Confina com as seguintes comunas: Perrefitte, Champoz, Court, Eschert, Belprahon, Roches, Châtillon e Soulce.
A língua oficial nesta comuna é o francês, uma vez que Moutier está localizada na parte do cantão denominada Jura bernense (Jura Bernois), que é a sua porção francófona.

## Idiomas
De acordo com o censo de 2000, a maioria da população fala francês (86,5%), sendo o alemão a segunda língua mais comum, com 3,9%, e, em terceiro lugar, o italiano, com 3,6%.